# Aldeia do Bispo (Penamacor)
40° 07′ 08″ N, 7° 10′ 02″ O
Pour les articles homonymes, voir Aldeia do Bispo.
Aldeia do Bispo est une paroisse civile (freguesia) portugaise située dans la municipalité (concelho) de Penamacor. Elle couvre une superficie de 6,51 km2 et compte une population de 676 habitants (en 2011), avec une densité de 103,8 habitants par kilomètre carré. Son Saint patron est São Bartolomeu (Saint Barthélémy), dont la fête est célébrée le 24 août.

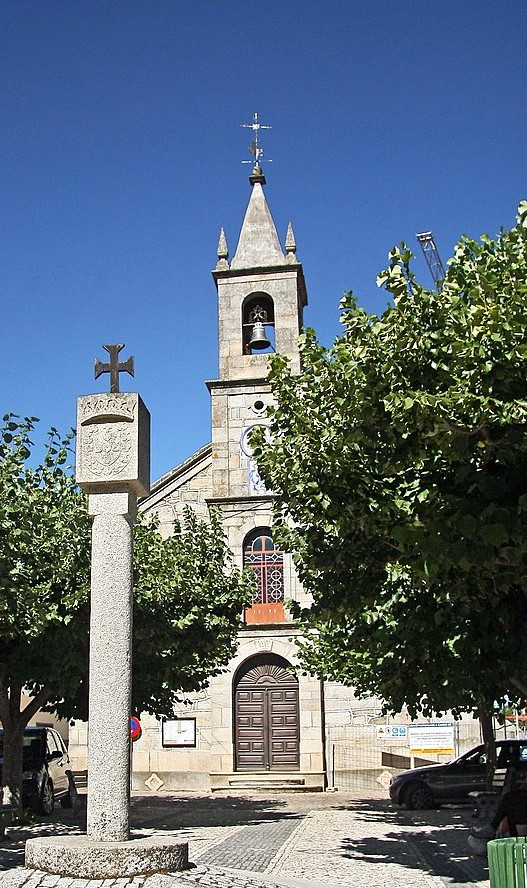
Église paroissiale d'Aldeia do Bispo

À la suite de la réorganisation administrative de 2012/2013, son territoire a été étendu après son intégration dans l'union des Freguesia de Aldeia do Bispo,  Águas, et Aldeia de João Pires.

## Géographie
Aldeia do Bispo se trouve dans une vallée, près de la rivière "Raivosa", un affluent de la rivière "Taliscas". Il est situé à la croisée des chemins menant aux villages de Águas, Bemposta, Aranhas, Aldeia de João Pires et de Penamacor. Le village est situé à environ 7 kilomètres de la municipalité de  Penamacor.

## Histoire
Peu d'informations sont disponibles sur la date exacte de fondation de ce village. La plus ancienne inscription ou date gravée découverte jusqu'à présent est "16 zx", interprétée comme correspondant à l'année 1628. Cette inscription est située dans la rue du "Outeiro" où, selon la tradition, il existait une place. Elle est gravée sur une pierre au-dessus de la porte d'une maison datant de 1696. Quant à l'origine du nom du village, il dérive de l'arabe الضيعة (ād-ḍay’ah), signifiant "le village", et de l'Évêque (do Bispo).

## Patrimoine
- Chapelles du Saint Esprit (Espírito Santo), de Saint Antoine (St.º António), de Notre Dame des Necessités (N.ª S.ª das Necessidades) et de Saint Sébastien (S. Sebastião)
- Station archéologique de Lameira Larga

## Source
- (pt) Cet article est partiellement ou en totalité issu de l’article de Wikipédia en portugais intitulé « Aldeia do Bispo (Penamacor) » (voir la liste des auteurs).